# Iain Brambell
Iain Brambell (* 10. November 1973 in Brentwood Bay, British Columbia) ist ein ehemaliger kanadischer Leichtgewichts-Ruderer. Er gewann eine olympische Bronzemedaille.

## Karriere
Der 1,85 m große Brambell begann 1987 mit dem Rudersport. Bei den Weltmeisterschaften 1997 und 1998 trat er im Leichtgewichts-Doppelzweier an und belegte jeweils den 16. Rang. 1999 erreichte der kanadische Leichtgewichts-Vierer ohne Steuermann bei den Weltmeisterschaften in St. Catharines den sechsten Platz in der Besetzung Iain Brambell, Chris Davidson, Gavin Hassett und Jon Beare. In der gleichen Besetzung verpasste die Crew bei den Olympischen Spielen 2000 das A-Finale und belegte den siebten Platz. Mit Jonathan Mandick für Beare belegten die Kanadier den fünften Platz bei den Weltmeisterschaften 2001. 2002 in Sevilla gewannen Douglas Vandor, Iain Brambell, Jonathan Mandick und Gavin Hassett die Bronzemedaille hinter den Booten aus Dänemark und Italien. In gleicher Besetzung erreichten die Kanadier 2003 in Mailand den fünften Platz. Bei den Olympischen Spielen 2004 in Athen belegten Brambell, Mandick, Hassett und Beare ebenfalls den fünften Platz.
Nach einem Jahr Pause gehörte Brambell 2006 wieder zum kanadischen Leichtgewichts-Vierer ohne Steuermann. In der Besetzung John Sasi, Mike Lewis, Daniel Parsons und Iain Brambell erreichte das Boot den vierten Platz bei den Weltmeisterschaften in Eton. 2007 belegten Iain Brambell, Jon Beare, Mike Lewis und Daniel Parsons abermals den vierten Platz bei den Weltmeisterschaften. In der gleichen Besetzung gewannen die Kanadier bei den Olympischen Spielen 2008 in Peking Bronze hinter den Dänen und den Polen.
Iain Brambell ist mit der Ruderin Laryssa Biesenthal verheiratet.